# Rayl
Il rayl è un'unità di misura dell'impedenza acustica, ovvero il rapporto tra la pressione sonora e la velocità delle particelle del mezzo messe in vibrazione dall'onda sonora che lo attraversa.
L'impedenza vale un rayl se un'unità di pressione produce un'unità di velocità.
Le unità di misura è così chiamata in onore di Lord Rayleigh (1875–1947), il nome è invariato sia nel sistema CGS sia in quello MKS ma il valore è differente:
- nel sistema MKS, 1 rayl equivale a 1 pascal per secondo al metro (Pa·s·m−1), o equivalentemente 1 newton per secondo al metro cubo (N·s·m−3). In unità di misura fondamentali SI, equivale a kg∙s−1∙m−2.
- Nel sistema CGS, 1 rayl equivale a 1 dyne per secondo al centimetro cubo (dyn·s·cm−3).

Si ha che un rayl (CGS) equivale a 10  rayl (MKS).